# Чешка академия на науките
Чешката академия на науките (на чешки: Akademie věd České republiky или също Česká akademie věd) е национална научна организация на Чешката република със седалище в Прага. Тя е пряк наследник и приемник на предшестващите я Кралско чешко научно общество (1784) и Чешка академия за науки и изкуства (1890), които през 1952 г. се обединяват в Чехословашка академия на науките. През 1992 г. Чехословашката академия на науките се разделя на Чешка и Словашка академия на науките (последната със седалище в Братислава).
Основната цел е да провежда и координира фундаментални научни изследвания. Финансира се преди всичко от държавния бюджет.

## Структура
Научните институти на Чешката академия на науките за разделени на 3 научни области с 9 научни направления (секции). Състои се от 54 научни института с около 8000 сътрудници.

### Област: Науки за неживата природа
1. Секция по математика, физика и информатика
- Институт по астрономия
- Институт по физика
- Институт по математика
- Институт по информатика
- Институт по ядрена физика
- Институт за теория на информацията и автоманизацията

2. Секция по приложна физика
- Институт по фотоника и електроника
- Институт по физика на материалите
- Институт по физика на плазмата
- Институт по приборостроене
- Институт по хидродинамика
- Институт по теоретична и приложна механика
- Институт по термомеханика

3. Секция Науки за Земята
- Институт по геофизика
- Институт по геология
- Институт по физика на атмосферата
- Институт по геоника
- Институт за структурата и механиката на скалите

### Област: Биологични и химични науки
4. Секция Химични науки
- Институт по аналитична химия
- Институт по неорганична химия
- Институт по химични процеси
- Институт по физикохимия
- Институт по макромолекулярна химия
- Институт по органична химия и биохимия

5. Секция Биологични и медицински науки
- Институт по биофизика
- Институт по биотехнологии
- Институт по физиология
- Институт по експериментална ботаника
- Институт по експериментална медицина
- Институт по молекулярна генетика
- Институт по физиология и генетика на животните

6. Секция Биологични и екологични науки
- Биологичният център включва следните институти:
  - Институт по ентомология
  - Институт по хидробиология
  - Институт по паразитология
  - Институт по молекулярна биология на растенията
  - Институт по биология на почвите
- Институт по ботаника
- Институт по биология на гръбначните
- Институт по екология и глобални изменения

### Област: Хуманитарни и обществени науки
7. Секция Социално-икономически науки
- Академична библиотека
- Институт за народно стопанство
- Институт по психология
- Институт по социология
- Институт за държавата и правото

8. Секция Исторически науки
- Археологически институт, Прага
- Археологически институт, Бърно
- Исторически институт
- Институт Масарик и Архив на ЧАН
- Институт по история на изкуствата
- Институт за съвременна история

9. Секция Хуманитарни и филологически науки
- Институт по етнология
- Философски институт
- Институт по ориенталистика
- Институт за чешка литература